# Waleri Sergejewitsch Skworzow
Waleri Sergejewitsch Skworzow (russisch Валерий Сергеевич Скворцов, engl. Transkription Valeriy Skvortsov; * 31. Mai 1945 in Berdytschiw; † 24. September 2021) war ein russisch-sowjetischer Hochspringer.
Einem 14. Platz bei den Olympischen Spielen 1964 in Tokio folgte ein Sieg bei der Universiade 1965.
1966 gewann er Gold bei den Europäischen Hallenspielen in Dortmund und Bronze bei den Europameisterschaften in Budapest.
1968 siegte er bei den Europäischen Hallenspielen in Madrid und wurde Vierter bei den Olympischen Spielen in Mexiko-Stadt.
Bei den Europameisterschaften 1969 in Athen wurde er Achter und bei den Halleneuropameisterschaften 1970 in Wien Sechster.
1966 und 1968 wurde er Sowjetischer Meister. Seine persönliche Bestleistung von 2,21 m stellte er am 29. Mai 1966 in Moskau auf.